# Marfa (Texas)
Marfa ist eine Stadt im Süden des US-Bundesstaates Texas und Sitz der Countyverwaltung (County Seat) des Presidio Countys. Das U.S. Census Bureau hat bei der Volkszählung 2020 eine Einwohnerzahl von 1.788 ermittelt.
Benannt wurde die Stadt entweder nach Marfa Petrowna, einer Frauenfigur aus Dostojewskis Roman Schuld und Sühne, oder (wahrscheinlicher) nach Marfa Strogoff, einer Figur aus Jules Vernes Roman Der Kurier des Zaren. Weltweit bekannt wurde Marfa durch den bildenden Künstler Donald Judd, der hier in den 1970er-Jahren das Kunstzentrum Chinati Foundation begründete.

## Geographie
Marfa liegt ca. 100 km von der mexikanischen Grenze entfernt in der Nähe des Big-Bend-Nationalparks. Nachbargemeinden sind Alpine, Fort Davis, Valentine und Presidio.

## Geschichte
Marfa wurde 1883 als Wasserstation für die Galveston, Harrisburg and San Antonio Railway gegründet.

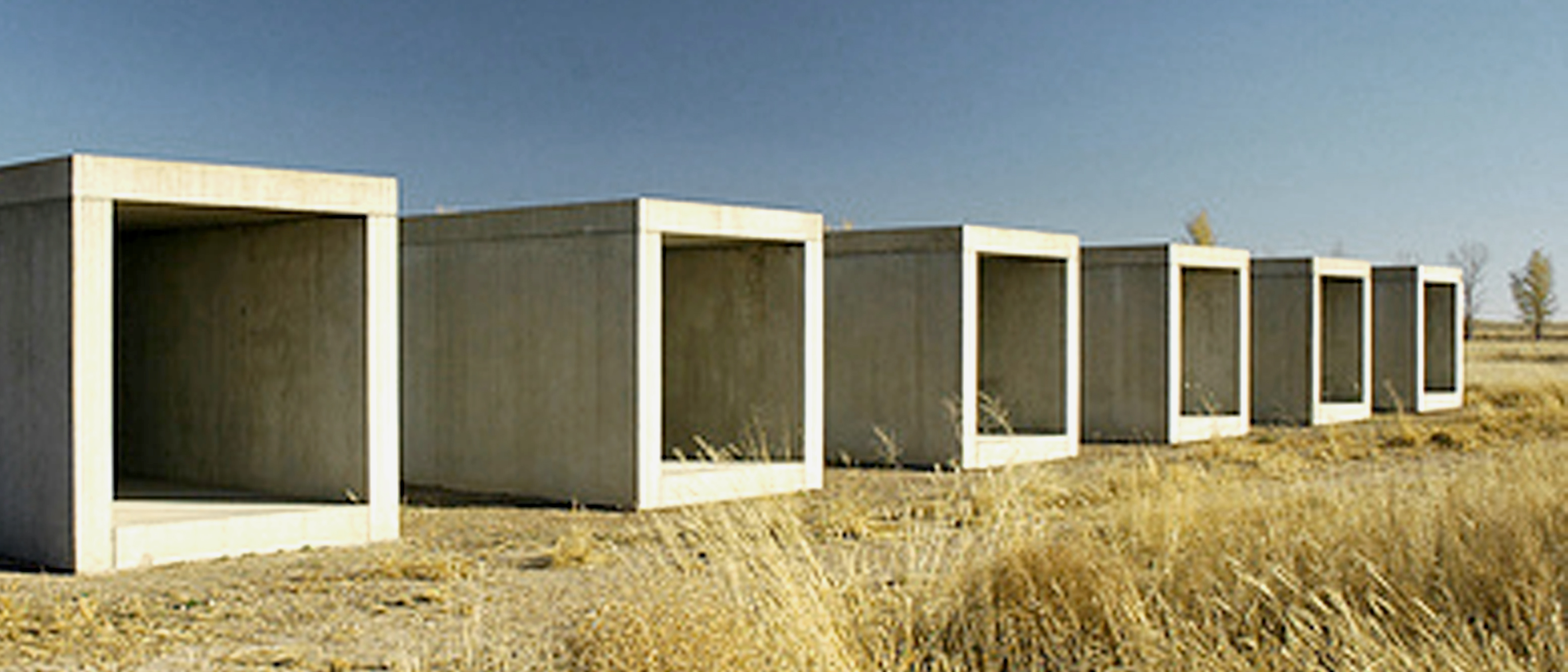
Betonblöcke von Donald Judd. Chinati Foundation.

Es entwickelte sich seit den 1970er-Jahren zur Künstlerstadt, nachdem der US-amerikanische minimalistische Bildhauer Donald Judd sich in Marfa niedergelassen und dadurch die Stadt bekannt gemacht hatte. Die von ihm gegründete Chinati Foundation stellt in Gebäuden des ehemaligen Militärstützpunktes Fort Russell auf 140 Hektar seine eigenen und bedeutende Werkgruppen anderer Künstler aus.

## Ausstellungsgebäude Ballroom Marfa
In den letzten Jahren haben sich internationale Künstler in dem multifunktionalen Ausstellungsgebäude Ballroom Marfa präsentieren können. Das Gebäude wird von dem Künstlerpaar Elmgreen und Dragset betrieben.

## Verkehr
In Marfa kreuzen sich der U.S. Highway 67 und der U.S. Highway 90. Etwa sechs Kilometer nördlich des Stadtzentrums liegt der Marfa Municipal Airport, ein Verkehrsflughafen im Besitz des Presidio County.

## Söhne und Töchter der Stadt
- Forrest Blue (1945–2011), American-Football-Spieler

## Sonstiges
- Giganten, der letzte Film mit James Dean, wurde hier gedreht.
- Der Film Marfa Girl von Filmregisseur Larry Clark wurde ausschließlich in Marfa gedreht.
- Das Musikvideo zu On Hold der Indie-Band The xx wurde in Marfa gedreht. Der Ortsname ist am Anfang des Videos und mehrmals im Verlauf zu sehen.[3]
- Thomas Hettches Roman Woraus wir gemacht sind spielt zu einem wesentlichen Teil in Marfa.
- Die auf Chris Kraus’ gleichnamigem Buch basierende Serie I Love Dick spielt in Marfa.
- Hettches Fotos aus Marfa wurden 2014 in der Gemeinschaftsausstellung Reisen – Fotos von unterwegs im Literaturmuseum der Moderne in Marbach am Neckar gezeigt.[4]
- Moondog Show, eine Band aus Basel/Schweiz, veröffentlicht 2007 eine CD namens „Marfa“ – darauf enthalten der Song The Marfa Queen über ein Mädchen aus Marfa, das sich während der Dreharbeiten zu Giant in James Dean verliebt und ihm noch heute nachtrauert.
- In Marfa befand sich seit 1944 ein Lager für Kriegsgefangene. Deutsche Kriegsgefangene malten dort 1945 ein Offizierskasino mit Fresken aus. 1946 wurde das Lager geschlossen. Die Malereien gerieten in Vergessenheit. 2001 erwarb Mona Blocker Garcia von der International Women’s Foundation in Marfa das Gebäude und ließ es aufwendig restaurieren.[5] Seit 2004 stehen die Wandfresken als National Monument unter Denkmalschutz und gelten als Sehenswürdigkeit.[6][7]